# Goseibai Shikimoku
Le Goseibai Shikimoku (御成敗式目) ou « formulaire des adjudications » est le code légal du shogunat de Kamakura au Japon. Promulgué en 1232 par le troisième shikken, Hōjō Yasutoki, il est aussi appelé Jōei Shikimoku (貞永式目) d'après le nom de l'ère du Japon (ère Jōei).
Avant d'adopter le Goseibai Shikimoku, le shogunat organise des procès sans lois formelles. Après la révolte de Jōkyū, un nombre croissant de litiges fonciers entre gokenin (vassaux), aristocrates et paysans rend indispensable la tenue de procès équitables. En conséquence, Hōjō Yasutoki compile les grandes lignes du code avec 51 titres et 13 articles que complètent les hyojoshu (conseillers).
Des articles complémentaires au Goseibai Shikimoku, appelés Tsuika (追加), sont ensuite rédigés. Le shogunat Muromachi adopte aussi le Goseibai Shikimoku comme loi fondamentale. Le code, abrogé au cours de l'époque d'Edo, demeure largement utilisé comme manuel d'écriture dans les terakoya (écoles de temple).

## Source de la traduction
- (en) Cet article est partiellement ou en totalité issu de l’article de Wikipédia en anglais intitulé « Goseibai Shikimoku » (voir la liste des auteurs).